# Pittsburgh Pirates (NHL)
Pittsburgh Pirates byl profesionální americký klub ledního hokeje, který sídlil v pensylvánském městě Pittsburgh. V letech 1925–1930 působil v profesionální soutěži National Hockey League. Pirates hrály ve své poslední sezóně v Americké divizi. Své domácí zápasy odehrával v hale Duquesne Gardens s kapacitou 5 000 diváků. Klubové barvy byly černá, zlatá, bílá a oranžová.
Pittsburgh Pirates se členem NHL stal v roce 1925 společně s New York Americans. Během pěti sezon v NHL se do playoff dostali pouze dvakrát a vždy skončili ve čtvrtfinále. Ve své první sezoně 1925/1926 překvapivě skončili po základní částí na 3. místě, ale v playoff vypadli s Montrealem Maroons. Podruhé se do playoff dostali v sezoně 1927/1928, kdy vypadli s New York Rangers. V sezoně 1929/1930 skončili "piráti" poslední a tým se následně přestěhoval do Philadelphie, kde hrál jako Philadelphia Quakers.

## Vlastníci
- James F. Callahan (zakladatel; 1925–1928)
- Bill Dwyer (1928–1930)
- Benny Leonard (1928–1930)

## Kapitáni týmu
- Lionel Conacher (1925–1926)
- Harold Cotton (1926–1929)
- Gerry Lowrey (1929–1930)

## Umístění v jednotlivých sezonách
Stručný přehled
Zdroj: 
- 1925–1926: National Hockey League
- 1926–1930: National Hockey League (Americká divize)

Jednotlivé ročníky
Zdroj: 
Legenda: Z - zápasy, V - výhry, VP - výhry v prodloužení, R - remízy, P - porážky, PP - porážky v prodloužení, VG - vstřelené góly, OG - obdržené góly, +/- - rozdíl skóre, B - body, KPW - Konference Prince z Walesu, CK - Campbellova konference, ZK - Západní konference, VK - Východní konference, fialové podbarvení - reorganizace, změna skupiny či soutěže
| USA / Kanada (1925 – 1930) |                       |        |    |    |    |   |    |    |     |     |     |    |        |             |
| Sezóny                     | Liga                  | Úroveň | Z  | V  | VP | R | PP | P  | VG  | OG  | +/- | B  | Pozice | Play-off    |
| 1925/26                    | NHL                   | 1      | 36 | 19 | –  | 1 | –  | 16 | 82  | 70  | +12 | 39 | 3.     | Semifinále  |
| 1926/27                    | NHL (Americká divize) | 1      | 44 | 15 | –  | 3 | –  | 26 | 79  | 108 | -29 | 33 | 4.     | Ne          |
| 1927/28                    | NHL (Americká divize) | 1      | 44 | 19 | –  | 8 | –  | 17 | 67  | 76  | -9  | 46 | 3.     | Čtvrtfinále |
| 1928/29                    | NHL (Americká divize) | 1      | 44 | 9  | –  | 8 | –  | 27 | 46  | 80  | -34 | 26 | 4.     | Ne          |
| 1929/30                    | NHL (Americká divize) | 1      | 44 | 5  | –  | 3 | –  | 36 | 102 | 186 | -84 | 13 | 5.     | Ne          |